# Jean-Jacques Trillat
Jean-Jacques Marie Joseph Trillat, né le 8 juillet 1899 à Paris et mort le 24 décembre 1987 à Marnes-la-Coquette, est un physicien français, spécialiste de la cristallographie et de l'étude des rayons X.

## Biographie
Fils du chimiste de l'Institut Pasteur Auguste Trillat, cousin de Louis Leprince-Ringuet, Jean-Jacques Trillat est engagé volontaire durant la Première Guerre mondiale puis élève à l'École municipale de physique et de chimie industrielles de la ville de Paris de 1920 à 1923. Après l'obtention de son diplôme d'ingénieur, il prépare une thèse pour le doctorat ès sciences physiques. Il rejoint tout d'abord durant un an à l'Institut Pasteur, travaillant dans le domaine de la chimie organique sous la direction de Jacques Tréfouël puis devient membre de 1924 à 1933 du laboratoire de Maurice de Broglie où il étudie la structure de molécules à longues chaines carbonées (paraffines, acides gras) puis un certain nombre de réactions chimiques. Au contact de Louis de Broglie, il apporte les premières preuves expérimentales des théories de mécanique ondulatoire en effectuant la diffraction d'électrons et de particules matérielles. Il obtient le doctorat es sciences physiques en 1926. Il travaille également avec de nombreux industriels comme Péchiney, Kodak ou Michelin. En 1933, il est nommé professeur de physique à la faculté des sciences de Besançon et il y construit en 1935 le premier microscope électronique français quelques mois après son invention par Ernst Ruska. Il comprend le principe général de l'électrophotographie en 1935. Le principe, la xérographie, est repris en 1938 par la société Xerox pour fabriquer les premiers photocopieurs.
En 1948, il est nommé maître de conférences - professeur sans chaire de physique à la faculté des sciences de l'université de Paris pour le certificat PCB. Il y enseigne jusqu'en 1953 puis est chargé d'un enseignement sur la physico-chimie des surfaces dans le cadre du certificat de chimie-physique et nommé professeur titulaire à titre personnel. En octobre 1956, il est nommé professeur titulaire d'une nouvelle chaire intitulée microscopie et diffraction électroniques, puis est élu membre de l'Académie des Sciences en 1959. Il dirige également le laboratoire des rayons X du CNRS à Bellevue. Il est nommé professeur honoraire en 1971.

## Publications
- Les preuves expérimentales de la mécanique ondulatoire. La diffraction des électrons et des particules matérielles  (préf. Maurice et Louis de Broglie), Paris, Hermann, coll. « Actualités scientifiques et industrielles » (no 110), 1934, 36 p. (BNF 31496138)
- La diffraction des électrons et ses applications  (préf. Maurice de Broglie), Paris, Hermann, coll. « Actualités scientifiques et industrielles » (no 269), 1935, 59 p. (BNF 31876496)

- Découverte de la matière  (préf. Maurice et Louis de Broglie), Paris, Albin Michel, coll. « Sciences d'aujourd'hui », 1956, 319 p. (BNF 31496127)

## Distinctions
- Prix Hughes de l'Académie des sciences en 1929
- Élu membre de l'Académie des sciences dans la section de physique en 1959
- Président de l'Académie des sciences et de l'Institut de France en 1974